# Маранджев, Альберт Леонтьевич
Альберт Леонтьевич Маранджев (род. 1938 / 1936) — советский футболист, нападающий. Мастер спорта СССР (1964).
Полуфиналист Кубка СССР 1959/60 в составе СКА Одесса. Играл за «Химик» Северодонецк (1961—1962), «Торпедо» Кутаиси (1963, Кубок СССР и дубль), «Локомотив» Тбилиси (1963—1964), «Толия» Тбилиси (1965, КФК).